# Bartone
 (février 2023).
La mise en forme du texte ne suit pas les recommandations de Wikipédia : il faut le « wikifier ».
Les points d'amélioration suivants sont les cas les plus fréquents :
- Les titres sont pré-formatés par le logiciel. Ils ne sont ni en capitales, ni en gras.
- Le texte ne doit pas être écrit en capitales (les noms de famille non plus), ni en gras, ni en italique, ni en « petit »…
- Le gras n'est utilisé que pour surligner le titre de l'article dans l'introduction, une seule fois.
- L'italique est rarement utilisé : mots en langue étrangère, titres d'œuvres, noms de bateaux, etc.
- Les citations ne sont pas en italique mais en corps de texte normal. Elles sont entourées par des guillemets français : « et ».
- Les listes à puces sont à éviter, des paragraphes rédigés étant largement préférés. Les tableaux sont à réserver à la présentation de données structurées (résultats, etc.).
- Les appels de note de bas de page (petits chiffres en exposant, introduits par l'outil «  Source ») sont à placer entre la fin de phrase et le point final[comme ça].
- Les liens internes (vers d'autres articles de Wikipédia) sont à choisir avec parcimonie. Créez des liens vers des articles approfondissant le sujet. Les termes génériques sans rapport avec le sujet sont à éviter, ainsi que les répétitions de liens vers un même terme.
- Les liens externes sont à placer uniquement dans une section « Liens externes », à la fin de l'article. Ces liens sont à choisir avec parcimonie suivant les règles définies. Si un lien sert de source à l'article, son insertion dans le texte est à faire par les notes de bas de page.
- La présentation des références doit suivre les conventions bibliographiques. Il est recommandé d'utiliser les modèles {{Ouvrage}}, {{Chapitre}}, {{Article}}, {{Lien web}} et/ou {{Bibliographie}}. Le mode d'édition visuel peut mettre en forme automatiquement les références.
- Insérer une infobox (cadre d'informations à droite) n'est pas obligatoire pour parachever la mise en page.

Pour une aide détaillée, merci de consulter Aide:Wikification.
Si vous pensez que ces points ont été résolus, vous pouvez retirer ce bandeau et améliorer la mise en forme d'un autre article.
Antoine Bartone, est un chanteur, auteur et compositeur de chansons ainsi que d'œuvres de fiction : spectacles, livres. 
En parallèle de sa carrière d'interprète, il écrit des spectacles musicaux, des projets multimedia et des romans, pour adultes ou jeunes publics.

## Biographie
A la fin des années 1990, il exerce pendant huit ans au sein du combo de chanson loufoque Les Raoul Volfoni (3 albums auto-produits entre 1998 et 2002).
En 2005, il entame une carrière solo sous le nom de Bartone et sort l'album Cador (Sony BMG) auquel participent Clarika et Mademoiselle K. Musicalement, la presse le situe à l'époque quelque part entre Bénabar et Miossec. Le succès est au rendez-vous. Le clip du single "France-Allemagne 82" réalisé en 2005 par Marc Cortès est largement diffusé sur les écrans de télévision.
En octobre 2007, il sort son deuxième album intitulé Les Enracinés (Sony Music). Résolument électrique et plus sombre, moins accessible au grand public, ce disque tourne le dos à l'esthétique de la chanson française. Il n'en est pas moins considéré par certains comme l'un des plus beaux albums de power pop à la française.
En 2011, il sort Du sable dans les poches (autoprod). L'album composé en grande partie avec les membres du groupe Rococo et réalisé par Frédéric Large propose notamment des duos avec les artistes 'Candide' et 'Suzanne Combo' . Ambiance poétique, décalée et joyeuse, dans la veine d'un Gotainer en plus teigneux.
En 2018, Antoine investit l'art dramatique en créant SONG$, un spectacle musico-théâtral burlesque. Le pitch: à l'occasion d'une semaine dédiée de la chanson, Olga Kalinka et Octavo Like, 2 professionnels viennent animer un atelier dans une salle de spectacle. Ils travaillent tous deux à la Songs Fabric, une entreprise qui fabrique sur un mode industriel et dans le plus grand secret tous les tubes de la musique pop internationale. L'atelier est l'occasion pour ces 2 cadres névrotiques et has been de dévoiler au public le secret de fabrication des tubes, mais aussi d'interpréter des chansons inédites. Cécile Le Guern et Phil Devaud sont les 2 comédiens ayant créé SONG$, la mise en scène est de Michaël Egard. Parallèlement au spectacle, un album collectif de 7 titres est enregistré sous la houlette de Florent Marchet et François Poggio. Bartone en signe tous les textes et une composition. Les autres compositeurs, qui interprètent chacun leur œuvre sur l'album, sont Florent Marchet, Aldebert, Zaza Fournier et le groupe Archimède.
En 2021, il crée le spectacle musical jeune public CHANSONS AUX POMMES, un solo burlesque sur le thème de l'alimentation durable interprété alternativement par Cécile Le Guern et Lucie Royer sur une mise en scène de Daphné Godefroy et Cyrille Gérard, et des compositions musicales de Vincent Blaviel. La même année, il publie un EP 5 titres intitulé EPisodes en collaboration avec ses complices habituels: Vincent Blaviel, Frédéric Large, Pierre Lavandon et François Poggio.
En 2024, il publiera le conte musical SMARTVILLE, co-écrit avec Vincent Blaviel, qui prendra la forme d'un livre-disque et d'un spectacle musical.
Dans toutes ses créations, Bartone aime manier mauvaise foi et tendresse désabusée dans un exercice de provocation joyeuse mettant en scène nos travers humains. Mais il se livre parfois, au premier degré, à l'émerveillement du monde.

## Discographie
2005 : Cador
1. France / Allemagne 82 (Avec Clarika)
2. Comme Elle Sent Bon La Mer !
3. A 20 Ans
4. Les Bimbos Hibernent? (Avec Mademoiselle K)
5. A Nos Anciennes Maitresses
6. Hollywood
7. Excuses
8. Les Chiens De Faïence
9. Notre Enfance
10. Nos Duels
11. Les Marches
12. Anaïs
13. Toutes Les Femmes m'aiment...
14. La Bonne Humeur

2007 : Les enracinés
1. Les enracinés
2. A genoux
3. Ma chère ex
4. Histoire d'amour tiède
5. La dèche
6. Fan club
7. L'endormie
8. Taxi (avec Typhaine)
9. Enfin, un peu d'électricité
10. Quand la nuit tombe, je sombre
11. Roule
12. London Paname

2011 : Du sable dans les poches
1. Comme un sauvage
2. Quadra
3. Le planeur (avec Candide)
4. La barrière de la langue
5. La fièvre (avec Suzanne Combo)
6. La teigne
7. Exquise ennemie
8. Le super héros
9. Low cost crooner
10. Le jour où je tomberai

2018 : SONG$ (album collectif)
1. Working girl (Aldebert)
2. L'homme du placard (Archimède)
3. La chanson dans la tête (Zaza Fournier)
4. Olga (Florent Marchet)
5. Le Jingle de la Songs (Cécile Le Guern & Phil Devaud)
6. La résistance (Bartone)
7. Complainte de la chanson oubliée (Florent Marchet)

2021 : EPisodes
1. Blanche
2. Trois apaches
3. La résistance - version bamboche
4. Pendant que les champs brûlent
5. La guerre en dentelles